# Офисът (сериал, Великобритания)
„Офисът“ (на английски: The Office) е британски ситком, излъчен от 9 юли 2001 г. до 27 декември 2003 г. по BBC 2. Създаден е от Рики Джървейс и Стивън Мърчант, които заедно са сценаристи и режисьори на всички епизоди. Сюжетът се върти около всекидневния живот на работниците в слауския клон на фиктивната компания за хартия „Уърнъм Хог“. Джървейс също така изпълнява ролята на централния персонаж Дейвид Брент.
Успехът на сериала води до редица локализирани адаптации в други държави, в резулатат на което се ражда международен франчайз, включващ наградения с Еми американски римейк с участието на Стийв Карел в ролята на Майкъл Скот.

## Отзиви
„Телеграф“ обявява сериала за един от десетте най-добри ситкома на всички времена. През 2019 г. „Гардиън“ го поставя на шесто място сред стоте най-добри шоута на 21 век.